# Марблхед (Масачусетс)
Марблхед (енгл. Marblehead) насељено је место без административног статуса у америчкој савезној држави Масачусетс.

## Демографија
По попису из 2010. године број становника је 19.808, што је 569 (-2,8%) становника мање него 2000. године.
| Група             | 2000.          | 2010.          |
| Белци             | 19.747 (96,9%) | 18.818 (95,0%) |
| Афроамериканци    | 89 (0,4%)      | 151 (0,8%)     |
| Азијати           | 200 (1,0%)     | 202 (1,0%)     |
| Хиспаноамериканци | 179 (0,9%)     | 417 (2,1%)     |
| Укупно            | 20.377         | 19.808         |